# 天野頌子
天野 頌子（あまの しょうこ）は日本の推理小説家。長崎県佐世保市生まれ。

## 略歴
東京外国語大学ドイツ語学科卒業。その後らいとすたっふ小説塾一期生として学び、2005年『警視庁幽霊係』でデビュー。主人公が事件の被害者の幽霊から聞き取り調査するという設定で話題に。その他に元イケメンホストの毒舌陰陽師と妖狐の少年コンビが、ご町内の事件をゆるゆると解決する陰陽屋シリーズも人気。
日本文藝家協会会員。2024年6月から日本SF作家クラブ会員。

## 著書

### 警視庁幽霊係シリーズ
「少女漫画家が猫を飼う理由」から装画：toi8
- 警視庁幽霊係（2005年10月 祥伝社ノン・ノベル / 2008年12月 祥伝社文庫）
- 恋する死体 - 警視庁幽霊係 -（2006年5月 祥伝社ノン・ノベル / 2009年9月 祥伝社文庫）
- 少女漫画家が猫を飼う理由 - 警視庁幽霊係 -（2007年8月 祥伝社ノン・ノベル / 2012年6月 祥伝社文庫）
- 紳士のためのエステ入門 - 警視庁幽霊係 -（2008年5月 祥伝社ノン・ノベル / 2013年12月 祥伝社文庫）
- 警視庁幽霊係と人形の呪い（2009年9月 祥伝社ノン・ノベル / 2015年2月 祥伝社文庫）
- 警視庁幽霊係の災難（2010年6月 祥伝社ノン・ノベル / 2016年9月 祥伝社文庫）

### よろず占い処 陰陽屋シリーズ
装画：toi8
- よろず占い処 陰陽屋へようこそ（2007年9月 ポプラ社 / 2011年1月 ポプラ文庫ピュアフル）
- よろず占い処 陰陽屋あやうし（2011年7月 ポプラ文庫ピュアフル）
- よろず占い処 陰陽屋の恋のろい（2012年3月 ポプラ文庫ピュアフル）
- よろず占い処 陰陽屋アルバイト募集（2012年9月 ポプラ文庫ピュアフル）
- よろず占い処 陰陽屋あらしの予感（2013年5月 ポプラ文庫ピュアフル）
- よろず占い処 陰陽屋は混線中（2013年12月 ポプラ文庫ピュアフル）
- よろず占い処 陰陽屋猫たたり（2014年7月 ポプラ文庫ピュアフル）
- よろず占い処 陰陽屋恋のサンセットビーチ（2016年1月 ポプラ文庫ピュアフル）
- よろず占い処 陰陽屋狐の子守歌（2017年1月 ポプラ文庫ピュアフル）
- よろず占い処 陰陽屋開店休業（2018年3月 ポプラ文庫ピュアフル）
- よろず占い処 陰陽屋秋の狐まつり（2018年8月 ポプラ文庫ピュアフル）
- よろず占い処 陰陽屋百ものがたり（2019年11月、ポプラ文庫ピュアフル）
- よろず占い処 陰陽屋と琥珀の瞳（2020年11月、ポプラ文庫ピュアフル）
- よろず占い処 陰陽屋桜舞う（2022年4月、ポプラ文庫ピュアフル）
- よろず占い処 陰陽屋きつね夜話（2023年4月、ポプラ文庫ピュアフル）

### 猫又相談所シリーズ
装画：テクノサマタ　
- タマの猫又相談所 花の道は嵐の道（2009年4月 ポプラ社 / 2013年3月 ポプラ文庫ピュアフル）
- タマの猫又相談所 逆襲の茶道部（2015年1月 ポプラ文庫ピュアフル）

### 僕と死神（ボディガード）シリーズ
装画：佐原ミズ　
- 僕と死神の黒い糸（2015年11月 講談社タイガ）
- 僕と死神の白い罠（2016年7月 講談社タイガ）
- 僕と死神の赤い罪（2017年6月 講談社タイガ）

### マリカと魔法の猫ボンボン
イラスト：玖珂つかさ
- マリカと魔法の猫ボンボン あたし、ネコになっちゃいました!（2021年4月、ポプラキミノベル）
- マリカと魔法の猫ボンボン2 錬金術師の塔の秘密（2021年10月、ポプラキミノベル）

### その他
- お帰りください、勇者さま（2011年12月 三笠書房f-Clan文庫） - イラスト：ひだかなみ
- おくりびとは名探偵　元祖まごころ葬儀社事件ファイル（2019年12月、光文社文庫） - 装画：宮崎ひかり
- 四十九夜のキセキ（2022年11月 光文社文庫） - 装画：嶽まいこ

### アンソロジー
「」内が天野頌子の作品
- 3時のおやつ（2014年10月 ポプラ文庫）「はったい粉」

### コミックス原作
- よろず占い処 陰陽屋へようこそ（2014年5月 - 2015年10月 B's-LOG COMICS）《漫画：岩崎美奈子》
- 僕と死神(ボディガード)の黒い糸（2018年1月 講談社KCx）《漫画：岩虎みゃこ》

## 映像化作品
テレビドラマ
- よろず占い処 陰陽屋へようこそ（2013年10月8日 - 12月17日、全11話、フジテレビ系、主演：錦戸亮、原作：よろず占い処 陰陽屋シリーズ）

テレビアニメ
- マリー・アントワネットに転生したので全力でギロチンを回避します（2025年7月13日 - 放送予定、ABCテレビ・テレビ朝日系、『週刊ラノベアニメ』のひとつ、原作・シリーズ構成・脚本担当）